# Jakob Tuggener
Jakob Tuggener  (* 7. Februar 1904 in Zürich; † 29. April 1988 ebenda) war ein Schweizer Fotograf, Maler und Filmemacher.

## Leben
Jakob Tuggener machte eine Lehre als Maschinenzeichner in Zürich. Von August 1930 bis Mai 1931 studierte er in Berlin an der Reimann-Schule, der damals grössten privaten Kunst- und Kunstgewerbeschule Deutschlands, Grafik, Typografie, Zeichnen, Schaufenstergestaltung und Film. Seine damaligen Arbeiten wurden in der Schulzeitschrift Farbe und Form publiziert. Nach seiner Rückkehr in die Schweiz arbeitete er als Industriefotograf. 1934 kaufte sich Tuggener eine Leica und fotografierte erstmals beim Grand Bal russe in Zürich. Das Thema Tanzball liess ihn während zwei Jahrzehnten nicht mehr los. Er fotografierte Schweizer Nobelbälle im Zürcher Grand Hotel Dolder, im Baur au Lac, im Palace Hotel in St. Moritz und den Wiener Opernball. Daneben widmete er sich Themen wie dem Landleben und der Technik.
1943 schaffte Tuggener mit seinem Buch Fabrik, einem fotografischen Essay über die Beziehung zwischen Mensch und Maschine, den Durchbruch zur Avantgarde der Schweizer Fotografie. Nach dem Zweiten Weltkrieg war er mit Fotografien in Ausstellungen im New Yorker Museum of Modern Art vertreten. Einzelne Fotografien wurden unter anderem in der Illustrierte Leica-Fotografie und der Kulturzeitschrift "Du" veröffentlicht. Eine erste grosse Ausstellung seiner "Ballnächte"-Bilder fand 1969 in München statt, eine umfassende Werkschau wurde 2000 im Kunsthaus Zürich präsentiert.
1951 gründete Tuggener mit Werner Bischof, Walter Läubli, Gotthard Schuh und Paul Senn das Kollegium Schweizerischer Photographen mit dem Ziel, die persönlich gefärbte Autorenfotografie und Wahrnehmung der Fotografie als eigenständige Kunstform zu fördern.

## Werk

### Fotografien
Tuggener gilt als Vertreter einer poetisch interpretierten Dokumentarfotografie. Für den «Bilderdichter» stand weniger die Einzelfotografie im Vordergrund, sondern Zentrum seines Schaffens war die Suche nach einer Wahrheit hinter sorgfältig angeordneten Aufnahmen, deren Nebeneinanderstellung und Abfolge einen poetisch-philosophischen Essay ergeben sollte. Sein Werk zeichnet sich durch das Zusammenspiel der künstlerischen Medien Malerei, Fotografie und Film mit den drei Themenschwerpunkten Arbeit in der Fabrik, Leben auf dem Lande und glanzvolle Bälle in prachtvollen Hotels aus. Er schuf expressionistische Fotografie und verstand es, radikale Ausschnitte und dynamische Perspektiven zu filmähnlichen Bildserien zu montieren. Wie bei einer fahrenden Kamera hielt er den „Puls des Lebens“ fest und verdichtete flüchtige Momente zu einer poetischen Gesamtschau.
1950 schrieb Tuggener: «Der Photograph als Expressionist existiert nicht im Handelsregister. Er ist der Freieste und Freie. Losgebunden von allem Zweck, photographiert er nur die Lust seines Erlebnisses.»

### Kurzfilme
Inspiriert vom expressionistischen Film der 1920er Jahre, schuf Tuggener zwischen 1937 und 1970 mehr als 20 unvertonte Kurzfilme im Schwarzweiss. Zu den bekanntesten filmischen Werken zählen Die Seemühle, ein Drama um Tod und Vergänglichkeit aus dem Jahr 1944 und Die Maschninenzeit aus dem Jahr 1970.

### Nachlass
Tuggeners dritte Ehefrau, die Heilpädagogin Maria Euphemia Tuggener, die er 1971 heiratete und die, wie schon seine zweite Frau, seinen Lebensunterhalt finanzierte und ihm damit seine künstlerische Tätigkeit ermöglichte, gründete 1993 die Jakob Tuggener-Stiftung mit Sitz in Uster. Der Nachlass wird derzeit als Depositum von der Fotostiftung Schweiz betreut.

## Ausstellungen
- Strauhof, Zürich. 1954
- Staatliches Museum für angewandte Kunst, München: Feine Feste. 1969
- Helmhaus, Zürich: Photographien 1930 bis heute. 1974
- Kunsthaus Zürich: Fotografien. 4. Februar – 9. April 2000
- Laurence Miller Gallery, New York, USA: Important Photographs from a Private Swiss Collection. 4. November – 24. Dezember 2004
- Museum Folkwang, Essen im Fotografischen Kabinett: Ballnächte. 16. April – 19. Juni 2005
- Fotostiftung Schweiz, Winterthur/Schweiz: Ballnächte. 27. November – 20. Februar 2005
- Museum Hermesvilla, Wien: Ballnächte. 8. Dezember – 12. März 2006
- Pavillon Populaire, Montpellier: Fabrik: une épopée industrielle 1933–1953. 1. Juli – 18. Oktober 2015
- Fondazione MAST, Bologna: Fabrik 1933–1953 / Nuits de Bal 1934–1950. 27. Januar – 17. April 2016
- Fotostiftung Schweiz, Winterthur/Schweiz: Maschinenzeit. 21. Oktober 2017 – 28. Januar 2018

## Publikationen (Auswahl)
- Fabrik. Ein Bildepos der Technik von Jak Tuggener, Erlenbach, Rotapfel-Verlag, 1943.
  - Fabrik. Reprint der Originalausgabe von 1943. Steidl, Göttingen 2011, ISBN 978-3-86521-493-5.
- Zürcher Oberland. Ein Photobuch von Jakob Tuggener mit Einführungstext von Professor Dr. Emil Egli. Verlag Wetzikon, Wetzikon und Rüti 1956.

postum
- Fotografien. Kunsthaus Zürich. Jakob-Tuggener-Stiftung, 2000.
- Ballnächte/Ballnights 1934–1950. Scalo Verlag, 2005.
- Fotoreportagen: Jakob Tuggener. In: Lebendige Industrie. Blicke in das Konzernarchiv der Georg Fischer AG, Hier und Jetzt, Baden 2018, ISBN 978-3-03919-427-8, Seite 158–185

## Auszeichnungen
- 1957: Goldmedaille, Biennale di Fotografia, Venedig
- 1982: Auszeichnung für kulturelle Verdienste, Stadt Zürich

## Film
- 2000: Jakob Tuggener. Fotograf. Von der Fabrik in die Ballnacht. Ein Film von Maja B. Broda, Jakob Tuggener Stiftung, SRF, 3Sat